# Альшожольца
Альшожольца (угор. Alsózsolca) — місто у Центральній Угорщині у медьє Боршод-Абауй-Земплен у районі Мішкольца.

## Розташування

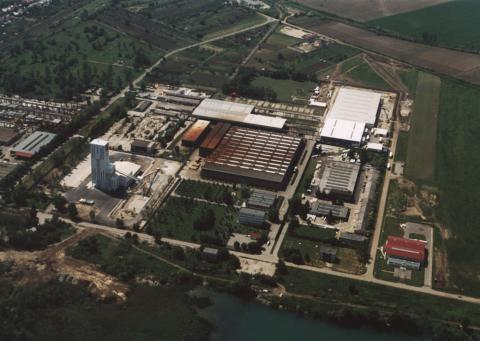
Цементний завод в Альшожольці

Місто знаходиться за 10 км від Мішкольца на південний схід від лівого берега річки Шайо.

## Історія
Місцевість заселена з доісторичних часів. Тут поселення знаходилось у 10-11 столітті. Перша письмова згадка датується 1281 роком і пов'язана із монгольською навалою. Поблизу села знаходився дерев'яний міст на єдиній дорозі, що веде у Мішкольц. У 1296 році побудована церква.
Під час визвольної війни 1848 року поблизу села відбувся бій в якому угорці перемогли російські війська. Протягом двох днів у селі квартирувався угорський воєначальник Артур Гергеї. Альшожольца у 2007 році отримала статус міста.

## Демографія
Згідно з даними 2015 року 85 % населення становили угорці, а 15 % — цигани.